# Додд, Чейз
Чейз Додд (англ. Chase William Dodd; род. 5 апреля 2003, Лонг-Бич, Калифорния) — американский ватерполист, игрок сборной США. Бронзовый призёр летних Олимпийских игр 2024 года, чемпион Панамериканских игр 2023 года. Участник летних Олимпийских игр 2024 года.

## Карьера
Чейз Додд окончил Калифорнийский университет в Лос-Анджелесе в 2024 году и играл за университетскую спортивную команду.
С 2022 года Чейз Додд играет в национальной сборной США.
На Панамериканских играх 2023 года сборная США, в составе которой играл Чейз, одержала победу, победив бразильцев в финальной встрече. Чейз Додд впервые в карьере стал чемпионом Панамериканских игр.
На Олимпийских играх в Париже сборная США заняла третье место на групповом этапе. В четвертьфинале американцы выиграли у австралийцев по пенальти, а в поединке за третье место обыграли венгров также по пенальти. Чейз Додд был одним из ведущих игроков сборной, забил гол в матче за бронзовую медаль.
У него есть родной брат Райдер Додд, который также является игроком национальной сборной.